# Lưu Tắc
Tề Văn vương (chữ Hán: 齐文王, ?-165 TCN, trị vì 178 TCN-165 TCN), tên thật là Lưu Tắc (刘則), là vị vua thứ tư của tiểu quốc Tề, chư hầu nhà Hán trong lịch sử Trung Quốc.
Lưu Tắc là con của Tề Ai vương, vương chủ thứ ba của tiểu quốc Tề. Năm 179 TCN, Tề Ai vương qua đời, Lưu Tắc lên kế thừa tước vị, tức là Tề Văn vương.
Năm 178 TCN, Hán Văn đế lấy Thành Dương quận thuộc tiểu quốc Tề phong Chu Khư hầu làm Thành Dương vương, lấy quận Tế Bắc phong cho Đông Mưu hầu làm Tế Bắc vương.
Năm 165 TCN, Tề Văn vương qua đời. Ông ở ngôi 14 năm, không con nối dõi. Hán Văn đế nghe tin, bèn đem đất Tề nhập về nhà Hán. Năm 164 TCN, Hán Văn đế lại phong cho các con Điệu Huệ vương là Dương Hư hầu Lưu Tương Lư làm Tề vương, tức Tề Hiếu vương, Lưu Chí làm Tế Bắc vương, Lưu Tích Quang làm Tế Nam vương, Lưu Hiền làm Tri Xuyên vương, Lưu Ngang làm Giao Tây vương, Hùng Cừ làm Giao Đông vương, chia đất Tề làm bảy tiểu quốc.